# Соногрус
Соногрус (Sonogrus gregalis) — викопний вид журавлеподібних птахів вимерлої родини Eogruidae, що існував в олігоцені. Викопні рештки птаха знайдені у відкладеннях формації Ергілін Дзо в Монголії.

## Опис
Птах сягав заввишки 80 см та важив 3-4 кг. Дзьоб стрункий, середнього розміру. Ноги довгі. Шия струнка.